# Pilbara-kraton

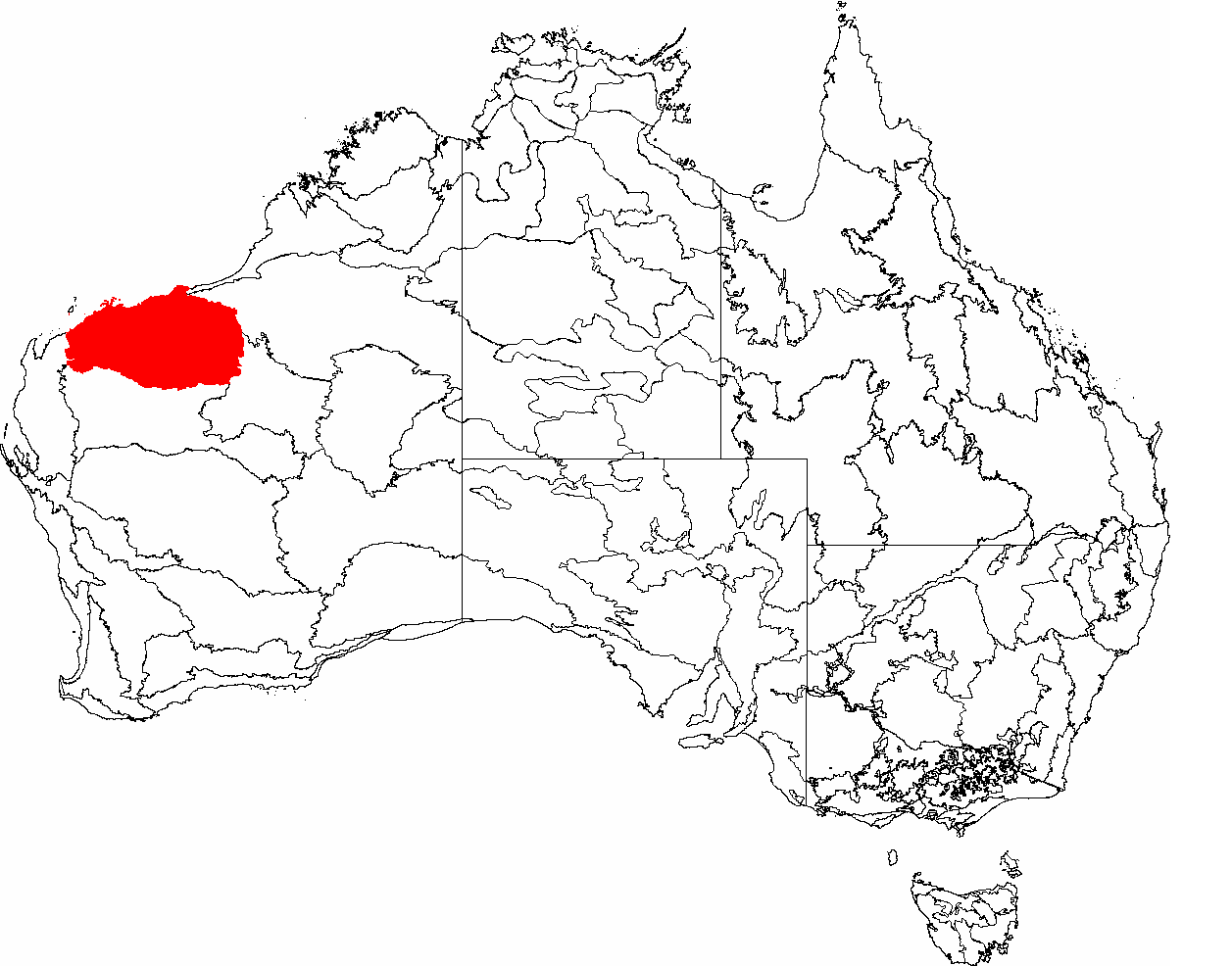
A Pilbara-ősföld elhelyezkedése Ausztrália térképén

A 3,6–2,7 milliárd évvel ezelőtti kialakult Pilbara-ősmasszívum vagy Pilbara-kraton Nyugat-Ausztráliában a világ két legősibb felszínre bukkanó ősföldjének egyike. (A másik a Kaapvaal-kraton Dél-Afrikában. Az ugyancsak nyugat-ausztráliai Yilgarn-kraton nevű kőzettömb lényegesen fiatalabb, 2,94–2,63 milliárd éves.) A Pilbara-kraton területén 3,48 milliárd éves kőzetekben olyan jellegzetességeket találtak, amelyek alapján már az 1980-as években élőlények tevékenységére gyanakodtak, azonban a kőzet erodált felszíne lehetetlenné tette ennek igazolását. A kőzetekben olyan, baktériumok kialakította rétegek vannak, amelyek az ásványi szemcsékre épülve a vizes környezetben sztromatolitként (zsámolyszerű, mikrobaszőnyegekből és velük váltakozó rétegű kőzetszemcsékből felépült, látványosan rétegzett „élő” kő) álltak egykoron.
A felszínre bukkant ősi kőzeteket azonban a kémiai eróziós folyamatok átalakították, így, bár minden jel arra utalt a felfedezéskor is, hogy biológiai eredetűek, ezt konkrét kémiai adatokkal nem lehetett alátámasztani. A Sydney-i Új-Dél-Walesi Egyetem és a Nyugat Ausztráliai Egyetem közös kutatócsoportjának 2017 májusában sikerült mintát vennie a kőzet mélyéből, amelyet a felszínt uraló folyamatok nem alakítottak át. A fúrással a felszínihez hasonlóan az egykori vizes környezetben élt egysejtűek nyomait találták meg, ám érintetlen formában. A 3,5 milliárd éves sztromatolit hullámos, gyűrt rétegeket alkot, amelyen nagy felbontású elektronmikroszkópos szerkezeti, spektroszkópos ásványtani és kémiai elemzést tudtak végezni. A rétegekben olyan mikroszkopikus pórusokat tartalmazó pirit kristályokat azonosítottak, amelyekben zárványként nitrogént is tartalmazó szerves anyagok, egykori mikrobák maradványai vannak. A szerves anyagok szálas, illetve telepes szerkezetként találhatóak (ez a ma élő mikrobaszőnyegekre is jellemző), azonban hasonlót az erodált, felszínen található kőzetekben nem sikerült megtalálni. A piritkristályokba zárt anyag széntartalmának izotópelemzése is azt mutatta, hogy élő szervezetekből származnak ezek a zárványok.
Fontos lehet még a Pilbara területén feltárt ősi kövületek és mikrobák nyomait tartalmazó kőzetek megismerése asztrobiológiai szempontból is, például a marsi életnyomok keresésében. Épp ezért 2019 szeptemberében a NASA és az Európai Űrügynökség szakemberei is végigjárták a terepet ausztrál kutatók vezetésével, mivel a Mars-missziók egyik kulcskérdése, hogy miként ismerhetik fel az automata járművek az ősi életnyomokat. Az amerikai Mars 2020 rover, illetve az európai ExoMars Rosalind Franklinről elnevezett marsjárója is vizsgálni fogja a marsi kőzeteket az életnyomok után kutatva, ehhez pedig kiváló tanulási lehetőséget biztosított a vörös kőzetekből felépülő ausztrál „marsbéli táj”, ahol egy hetet töltöttek el a vizsgálatokkal a két űrügynökség szakemberei.